# Heliotropium lasiocarpum
Heliotropium lasiocarpum är en strävbladig växtart som beskrevs av Fisch. och C. A. Mey. Heliotropium lasiocarpum ingår i Heliotropsläktet som ingår i familjen strävbladiga växter. Inga underarter finns listade i Catalogue of Life.